# Gil Álvares de Albornoz
Gil Álvares de Albornoz e Luna (em castelhano: Egidio Álvarez de Albornoz y Luna; Carrascosa del Campo, Cuenca, c. 1310 — Viterbo, 24 de agosto de 1367) ou Gil Carrilho de Albornoz (Gil Carrillo de Albornoz) foi um clérigo espanhol, jurista, arcebispo de Toledo de 1338 até 1350 e cardeal à partir de 1350.

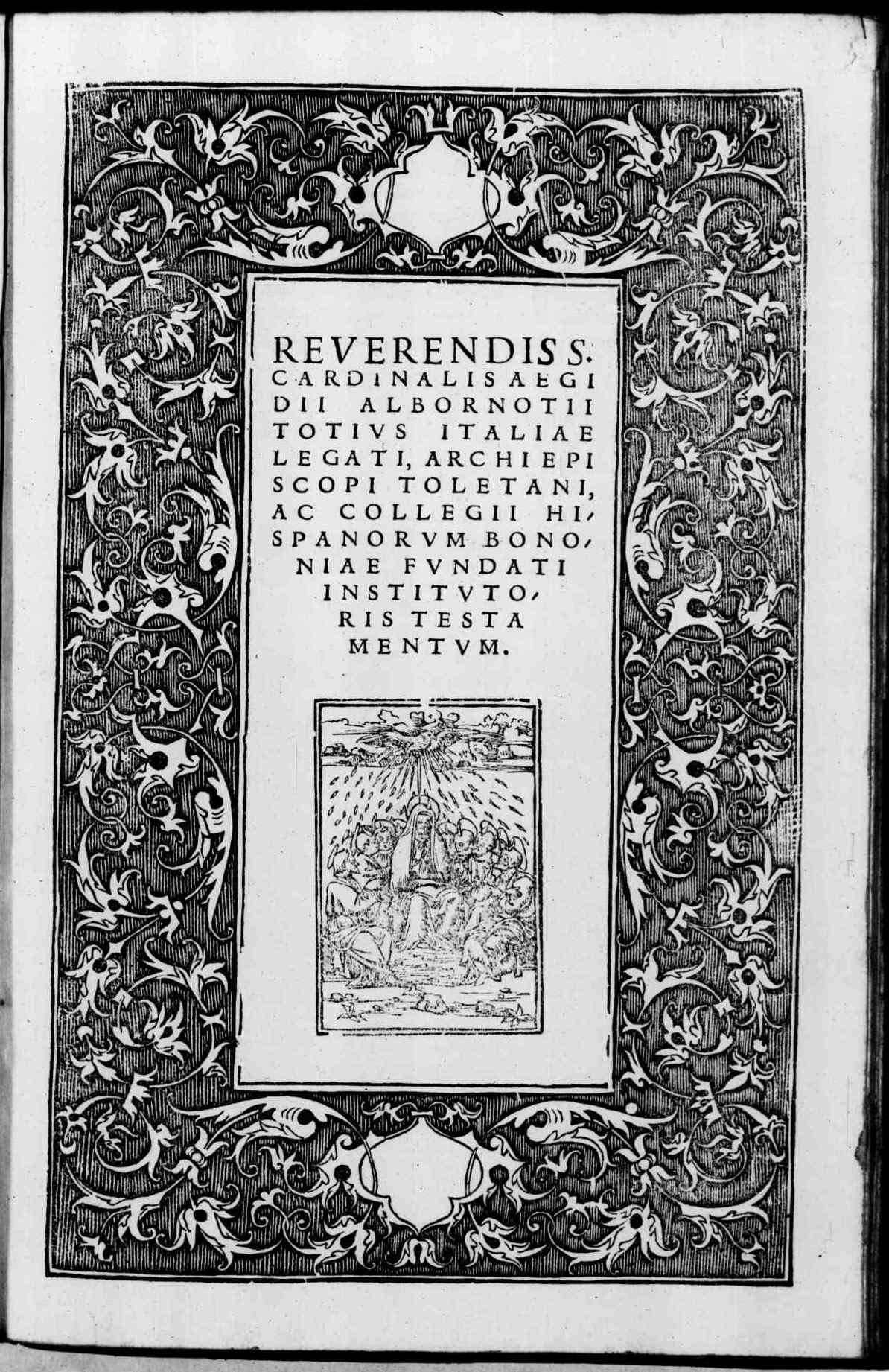
Testamentum, 1533

## Biografia
Filho da nobreza guerreira castelhana, Álvares foi primeiro soldado e depois entrou para o clero. Começou a treinar com o irmão de sua mãe, Jimeno de Luna, bispo de Saragoça e depois arcebispo de Tarragona. Foi Doutor em Direito Canônico pela Universidade de Toulouse. Em 1324, foi indicado pela Coroa como bispo de Tarazona, mas foi rejeitado por João XXII, bem como em 1326 para Cuenca. Contudo, foi no mesmo ano foi feito cônego de Toledo. Em 1327, o papa em Avinhão recusa novamente o agora arquidiácono Gil para Cuenca. Depois mudou-se para Toledo, onde seu mentor Dom Jimeno se tornou arcebispo e primaz. Albornoz visitou a corte papal como arquidiácono de Calatrava (1330) e como embaixador de Afonso XI de Castela na coroação de Bento XII, de quem conseguiu ajuda financeira para a reconquista.
Em recompensa por sua lealdade, o rei o indicou para a Arquidiocese de Toledo, sendo confirmado pelo Papa Bento XII em 13 de maio de 1338. Continuou colaborando estreitamente com o rei Afonso XI. Enquanto Arcebispo Primaz de Espanha e Chanceler de Castela, o rei chamou-o às Cortes de Madrid, ordenando que permanecesse no seu Conselho e foi com ele à guerra contra o enorme exército africano que sitiava Tarifa após destruir a frota castelhana. Teve inimizade com o sucessor, o rei Pedro I de Castela, e por isso o Arcebispo Álvarez de Albornoz abandonou a Península Ibérica e dirigiu-se à corte papal em Avinhão.
Em 17 de dezembro de 1350, foi nomeado cardeal-sacerdote de São Clemente pelo Papa Clemente VI, encarregado de restaurar a autoridade papal nos Estados Pontifícios e em Roma. Assim, renunciou à sé de Toledo. Sob o Papa Inocêncio VI foi feito legado (1353–57) e vigário-geral da Itália com ordens de subjugar os senhores feudais e déspotas que controlavam efetivamente os Estados Papais. Em dezembro de 1356, foi feito cardeal-bispo de Sabina. Trouxe de volta ao domínio papal as regiões de Viterbo, Marche, Romanha, Urbino e Ravena. Após isto, renunciou e retornou a Avinhão em 1357. Na volta à Itália, conseguiu reconquistar também a região de Forlì e a comuna de Bolonha, restaurando os antigos Estados Pontifícios. Com seu trabalho, o Papa Urbano V pode voltar a Roma. Em 1358, Albornoz foi feito legado papal novamente, deixando a Penitenciária Apostólica, e enviado para eliminar os dois obstáculos restantes ao retorno do papado; assim, erradicou as Companhias Livres e recuperou Bolonha. Os Estados Pontifícios foram então reunidos; com seu trabalho, o Papa Urbano V pôde voltar a Roma em 1367, quando o cardeal lhe entrega numa carroça cheia as chaves das cidades e fortalezas libertadas. O mesmo papa também o fez legado de Bolonha, onde fundou o Real Colegio Mayor de San Clemente de los Españoles, ou Colegio de España, universidade para jovens espanhóis.
Dom Gil Álvarez de Albornoz demonstrou excelentes capacidades diplomáticas tanto em Castela como na Itália, e também grande perícia militar, como demonstra a sua intervenção nos conflitos de Salado (1340), Algeciras (1344), Gibraltar (1350) e nas campanhas subsequentes na Itália. Enquanto legislador, colaborou intensamente na elaboração da Portaria de Alcalá, que mais tarde se refletiria para os territórios papais nas chamadas Constituições Egidianas (Liber constitutionum Sanctae Matris Ecclesiae, 1357, com acréscimos em 1363 e 1364), em vigor até 1816. 
Foi sepultado originalmente na Basílica de São Francisco de Assis em Assis e depois transladado para a Capela de São Ildefonso, erguida por ele, na Catedral de Toledo.